# Деграф, Геннадий Андреевич
Дегра́ф Генна́дий Андре́евич (01.06.1940, Карагандинская область — 26.12.2016) — известный ученый, доктор технических наук, профессор, академик Казахской академии сельскохозяйственных наук.
Профессор Геннадий Андреевич Деграф является крупным специалистом в области земледельческой механики. Он исследовал вопросы оптимального взаимодействия почв с рабочими органами почвообрабатывающих механизмов. По результатам этих исследований предложена не имеющая аналогов в мире конструкция двухрядных плугов с пассивными и комбинированными рабочими органами.
Деграф Г.А. — автор более 120 научных работ, в числе которых монографии "Эксплуатация машинно-тракторного парка" (1974, в соавторстве), "Скоростная вспышка" (1982). Геннадий Андреевич является разработчиком имеющей аналогов в мире конструкции двухрядных плугов с пассивными и комбинированными рабочими органами, ряда патентов.

## Биография
Геннадий Андреевич Деграф родился 1 июня 1940 года в селе Корнеевка Ворошиловского района Карагандинской области. Его отец был учителем математики и физики, мать — учетчицей бригады.

### Образование
В 1957 году после окончания школы с серебряной медалью Геннадий Деграф поступает на факультет механизации сельского хозяйства в Казахский сельскохозяйственный институт (КазСХИ), который после слияния с Алматинским зооветеринарным институтом преобразован в Казахский национальный аграрный университет (КазГАУ).
Получив диплом с отличием, Геннадий Деграф был оставлен в институте на педагогической работе. Параллельно учился в аспирантуре (1963-1966), завершал её на кафедре эксплуатации машинно-тракторного парка у профессора Ивана Васильевича Сахарова, продолжая работать впоследствии на его кафедре. В 1968 году состоялась защита кандидатской диссертации.
Геннадий Андреевич защитил в 1994 году докторскую диссертацию по теме "Обоснование технических средств для фронтальной вспышки". Через два года ему присвоено звание профессора, а в 1998 году — академика Казахской академии сельскохозяйственных наук (КазАСХН).
Геннадий Деграф подготовил целую плеяду кандидатов технических наук и одного доктора — Серика Алшимбаева. Среди его студентов видные деятели Казахстана, такие как Сергей Терещенко, Ахметжан Есимов, Олег Белоносов, Ермагамбет Искаков и др.

### Трудовая деятельность
Весь профессиональный путь Геннадия Андреевича кратко очерчен в книге Данияра Ашимбаева «Кто есть кто в Казахстане». Г.А. Деграф прошел  долгий путь от студента КазСХИ до первого проректора Казахского Национального аграрного университета (КазНАУ):
1962—1963 — ассистент Казахского сельскохозяйственного института.
1967—1981 — аспирант, доцент, заведующий кафедры эксплуатации машинно-тракторного парка.
1981—1987 — декан факультета организации и технологии ремонта машин.
1987—1993 — начальник учебно-научно-производственного центра.
1993—1996 — заведующий кафедры технологии конструкционных материалов и материаловедения.
1996—2001 — первый проректор Казахского национального аграрного университета.
2001—2005 — директор Института послевузовского образования и по повышению кадрового профиля / по совместительству заведующий кафедры технологии конструкционных материалов и материаловедения.
2005—2010 — заведующий кафедры технологии конструкционных материалов и материаловедения.
2010—2016 — профессор кафедры технологии конструкционных материалов и материаловедения, научное руководство дипломных и кандидатских работ.

## Почетные награды и поощрения
1985 — Почетные грамоты Министерства высшего и среднего образования Казахской ССР.
1990 — Почетная грамота Министерства энергетики и электрификации Казахской ССР за личный вклад в деле подготовки квалифицированных инженерных кадров для сельскохозяйственной и энергетических отраслей Республики Казахстан.
1999 — Орден «Құрмет».